# Vitflockig prickskål
Vitflockig prickskål (Ascobolus stercorarius) är en svampart som först beskrevs av Pierre Bulliard (v. 1742–1793), och fick sitt nu gällande namn av Joseph Schröter 1893. Ascobolus stercorarius ingår i släktet Ascobolus och familjen Ascobolaceae. Inga underarter finns listade i Catalogue of Life.
I den svenska databasen Dyntaxa används istället namnet Ascobolus furfuraceus för samma taxon. Arten är reproducerande i Sverige.